# Heavy Seas of Love
«Heavy Seas of Love» — пятый сингл британского музыканта Дэймона Албарна с его дебютной сольной пластинки Everyday Robots, выпущенный 27 апреля 2014 года на лейбле Warner Bros. Records в США. В создании песни участвовали Брайан Ино и хор The Leytonstone City Mission Choir.

## Предыстория
18 января 2014 года в цифровом музыкальном магазине лейбла Warner состоялся анонс дебютного сольного альбома Дэймона Албарна Everyday Robots, а также одноимённого сингла. Делюксовое издание альбома содержало бонусный DVD, на котором музыкант исполнял несколько композиции с этой пластинки во время вступления в Fox Studios, Лос-Анджелес (съёмки концерта проходили 3 декабря 2013 года). Сам Албарн так прокомментировал грядущую пластинку в Facebook: этот альбом был его самой личной и автобиографичной записью за всю карьеру, а его тематика посвящена противопоставлению природы и мира высоких технологий.
Отзываясь о Брайане Ино, который появился на альбоме в качестве одного из гостей, а также поучаствовал в стороннем проекте Албарна «Africa Express», музыкант заявил: «Он мой сосед: я раньше ходил в оздоровительный клуб, который посещал и он тоже, но Брайан [в отличие от меня] всегда занимался там гораздо более интересными вещами, чем я. Я тренировался на отупляющей беговой дорожке, а он брал уроки аквааэробики. Даже здесь он оставался Брайаном Ино до мозга костей».
24 марта 2014 года Албарн выпустил студийную версию песни без вшитого «водяного знака», а также опубликовал обложку сингла. На ней изображен Паласио-Сальво в Уругвае.

## Музыкальное видео
Албарн и Айтор Троуп, креативный директор альбома, совместно с Tribeca Interactive объявили конкурс на право снять новое видео для музыканта. Для участия нужно было использовать цифровой пакет программ Interlude. Фильмы финалистов будут демонстрировались в рамках онлайн-фестиваля Tribeca Online Festival, во время показов на кинофестивале Tribeca 2014 года, а также были доступны на веб-сайте Challenge. Победителем стал Якуб Романович из Польши, он получил $10,000 в качестве приза.
22 апреля 2014 года было выпущено официальное музыкальное видео, который снимался таким же образом, что и клипе Албарна «Lonely Press Play» — полностью на iPad. Видео состоит из слегка кадров из путешествий, снятых Албарном и отредактированных Мэттом Кронином. Ни The Leytonstone City Mission Choir, ни Брайан Ино не фигурируют в видеоклипе.

## Продвижение
19 января Албарн выступил с премьерой клипов на песни «Everyday Robots» и «Lonely Press Play» во время кинофестиваля «Сандэнс». Музыкант так же организовал закрытый концерт с акустическим сетом пяти новых песен, включая «El Mañana» группы Gorillaz и на тот момент безымянный трек трек Blur. Помимо этого Албарн исполнил «Heavy Seas of Love» на шоу Дермота О’Лири (BBC Radio 2) в более «урезанном акустическом» варианте, наряду с «Seasons in the Sun» Терри Джонса.
На официальной странице Дэймона в Твиттере сообщалось, что его концертная группа будет называться The Heavy Seas, в неё войдут гитарист Сей, барабанщик Паули PSM, гитарист Джефф Вуттон и Майк Смит на клавишных.

## Отзывы критиков
Дэнни Экселстон из Mojo писал: «Солнечный госпел с прожилками лондонской серой меланхолии, „Heavy Seas of Love“ — одна из самых прямолинейных мелодий с нового альбома Деймона Албарна „Everyday Robots“, в остальном мрачного и рефлексивного. Благодаря вокалу единомышленника Албарна из Западного Лондона, приятеля-ремесленника Брайана Ино, это одна из тех песен, сила которых способна увлечь вас и скрасить повседневную рутину».
В свою очередь Мэттью Хортон из NME отмечал: «И всё это [альбом] заканчивается добротной поп-песней, когда Брайан Ино присоединяется к Албарну с нежными, успокаивающими гармониями. „Когда твоя душа не в порядке / Её будоражит весь день напролёт… Ты в надежных руках“ — эта строчка засела у тебя в голове, словно куплеты из песни Майкла Джексона „Heal the World“. Также в песне есть хоровая секция, которой вы, вероятно, будете подпевать в случае их выступлениям на фестивале Гластонбери сумеречным субботним вечером».

## Список композиций
| №  | Название                                                                            | Длительность |
| -- | ----------------------------------------------------------------------------------- | ------------ |
| 1. | «Heavy Seas of Love» (при участии Брайана Ино и The Leytonstone City Mission Choir) | 3:44         |
| 2. | «Heavy Seas of Love» (инструментальная версия)                                      | 3:44         |

## Участники записи
- Дэймон Албарн — ведущий вокал, фортепиано, бэк-вокал, режиссёр музыкального видео
- Сей Аделекан[англ.] — гитара
- Джефф Вуттон[англ.] — шестиструнная бас-гитара[англ.]
- Ричард Бакли[англ.] — вокальные сэмплы
- Мэтт Кронин — монтажёр видеоклипов
- Брайан Ино — бэк-вокал, вокальные гармонии, перкуссия
- The Leytonstone City Mission Choir — хор, вокальные гармонии, бэк-вокал
- Ричард Рассел[англ.] — продюсирование, программирование ударных, ударные
- Стивен Седжвик — запись, звукорежиссёр, сведение

## Чарты
| Чарт (2014)                                | Высшая позиция |
| ------------------------------------------ | -------------- |
| Бельгия/Фландрия (Ultratip Bubbling Under) | 40             |
| Франция (SNEP)                             | 138            |
| Великобритания (OCC UK Singles)            | 70             |